# Next-generation firewall
En next-generation firewall (NGFW) er en del af tredje generation af firewallteknologi, kombinerende en traditional firewall med andre netværk filtreringsfunktioner, såsom en applikationsfirewall, der anvender in-line deep packet inspection (DPI), et intrusion prevention system (IPS) og intrusion detection system (IDS).
Andre teknikker kan også anvendes, såsom URL(website)-filtrering, QoS/båndbredde management, antivirus inspektion, tredje-parts identity management integration (fx LDAP, RADIUS, Active Directory), DoS-beskyttelse og SSL (incl. TLS) dekryptering og kryptering.